# Ładyżycy
Ładyżycy (ros. Ладыжицы) – wieś (ros. деревня, trb. dieriewnia) w zachodniej Rosji, w osiedlu wiejskim Gniozdowskoje rejonu smoleńskiego w obwodzie smoleńskim.

## Geografia
Miejscowość położona jest nad jeziorem Kuprinskoje, 0,5 km od przystanku kolejowego 409 km i 2,5 km – od 406 km, 3 km od drogi federalnej R120 (Orzeł – Briańsk – Smoleńsk – Witebsk), 6 km od drogi magistralnej M1 «Białoruś», 8 km od centrum administracyjnego osiedla wiejskiego (Nowyje Batieki), 21 km na zachód od Smoleńska.
W granicach miejscowości znajdują się ulice: Mochowaja, Sowietskaja.

## Demografia
W 2010 r. miejscowość liczyła sobie 16 mieszkańców.